# Université de Mzuzu
L'université de Mzuzu (Mzuzu University en anglais) est un établissement public d'enseignement supérieur situé à Mzuzu, dans la région Nord du Malawi.

## Historique
L'université de Mzuzu a été créée en mai 1997 et a accueilli ses premiers étudiants en janvier 1999.

## Composantes
L'université est composée de cinq facultés :
- Faculté d'éducation
- Faculté des sciences de l'environnement
- Faculté des sciences de l'information et des communications
- Faculté des sciences de la santé
- Faculté de gestion de l'accueil et du tourisme